# Pararge aiyuna
Pararge aiyuna är en fjärilsart som beskrevs av Talbot 1947. Pararge aiyuna ingår i släktet Pararge och familjen praktfjärilar. Inga underarter finns listade i Catalogue of Life.